# Шувакиш (станция)
Шува́киш — станция Свердловской железной дороги на ветке Екатеринбург — Нижний Тагил. Станция расположена в посёлке Шувакише, который входит в состав муниципального образования «город Екатеринбург» Свердловской области России.
От станции Шувакиш отходят четыре ответвления: центральная линия уходит на юг и с запада огибает Шувакишское болото, в северо-восточной части посёлка отходит ветка с несколькими ответвлениями к промышленным предприятиям посёлка, дальше на северо-восток от станции Шувакиш и одноимённого посёлка уходят промышленные пути, огибающие город Екатеринбург с северо-запада, а к северу от станции отходит однопутная линия мимо православного монастыря «Ганина Яма», где от неё отходит тупик, и далее в город Среднеуральск, на Среднеуральскую ГРЭС. При железнодорожной станции, к северо-западу от посёлка, находится парк-отстойник старых железнодорожных поездов (база запаса), до которого от станции идёт четвёртое ответвление. На станции имеются две низкие пассажирские платформы: островная (в сторону Екатеринбурга) и береговая (в сторону Нижнего Тагила).
На станции есть одноэтажное каменное здание вокзала, учебная аудитория для железнодорожников и диспетчерская. На станции имеется надземный пешеходный мост.

## История
Станция Шувакиш, как и сам посёлок, получила название от озера Шувакиш, возле которого находится одноимённые болото и река, приток Пышмы. Станция была открыта 1 октября 1878 году в составе последнего участка Горнозаводской железной дороги. Сейчас станция служит для местных жителей и для разъезда и сортировки составов грузовых поездов.

## Пассажирское сообщение
На станции Шувакиш останавливаются пригородные электропоезда, курсирующие на участке Екатеринбург — Нижний Тагил, за исключением скоростных. Транзитом через станцию следуют поезда дальнего следования: 49/50 Екатеринбург — Нижний Тагил — Москва — Екатеринбург, 603/604 Екатеринбург — Соликамск — Екатеринбург.
С 1 декабря 2022 года через станцию следует рельсовый автобус «Орлан» по ежедневному маршруту из Екатеринбурга в Верхнюю Пышму до новой платформы «Верхняя Пышма. Музей». Для этого в течение 2022 года реконструировался подъездной путь от станции Шувакиш к заводу «Уралэлектромедь», а на самой станции был простроен ретро-вокзал «Шувакиш. Туристический», в историческом стиле созданы кабинет начальника вокзала, буфет, санитарные комнаты. Все помещения адаптированы для маломобильных граждан. На платформе установлены деревянные навесы со скамейками, часы, станционный колокол и навигационный указатель, на привокзальной территории для туристов оборудовали несколько фотозон и костровая чаша, которую зажигают перед прибытием ретропоезда. Туристический ретропоезд на паровой тяге «Уральский экспресс» от станции отправляется с паровозом серии «Л», с 3 декабря 2022 по выходным дням.

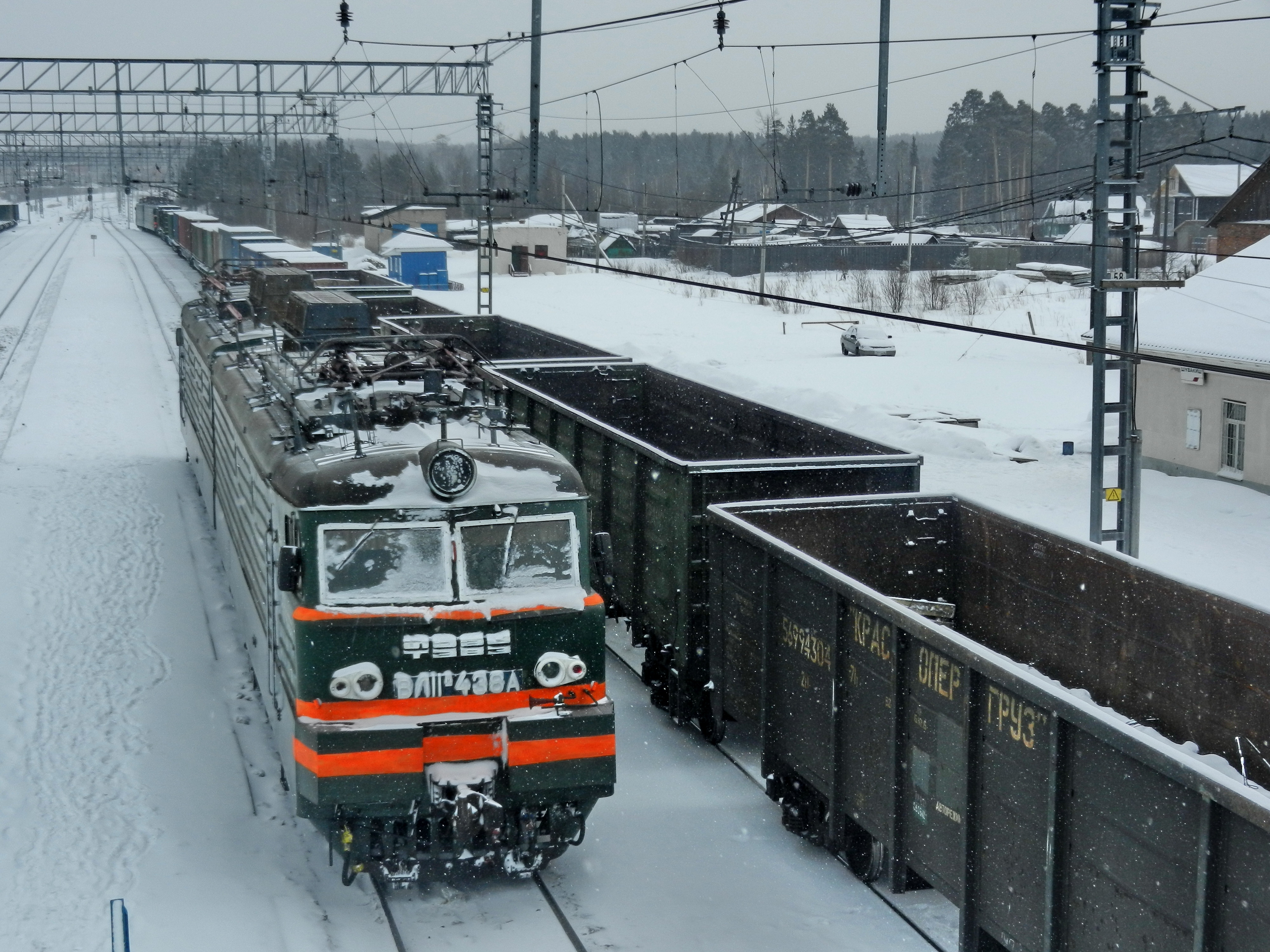
Станция зимой
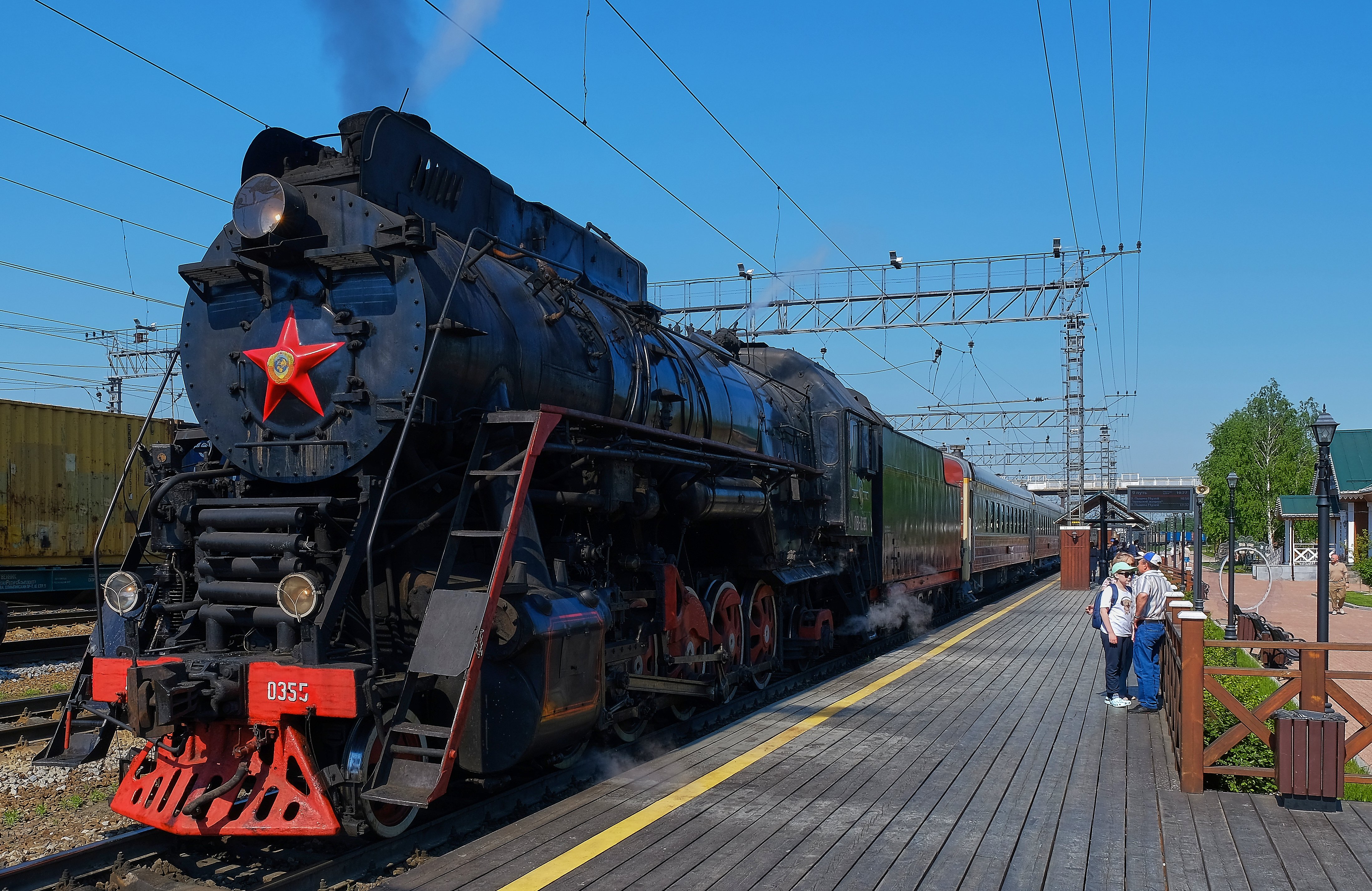
Поезд «Уральский экспресс» на станции
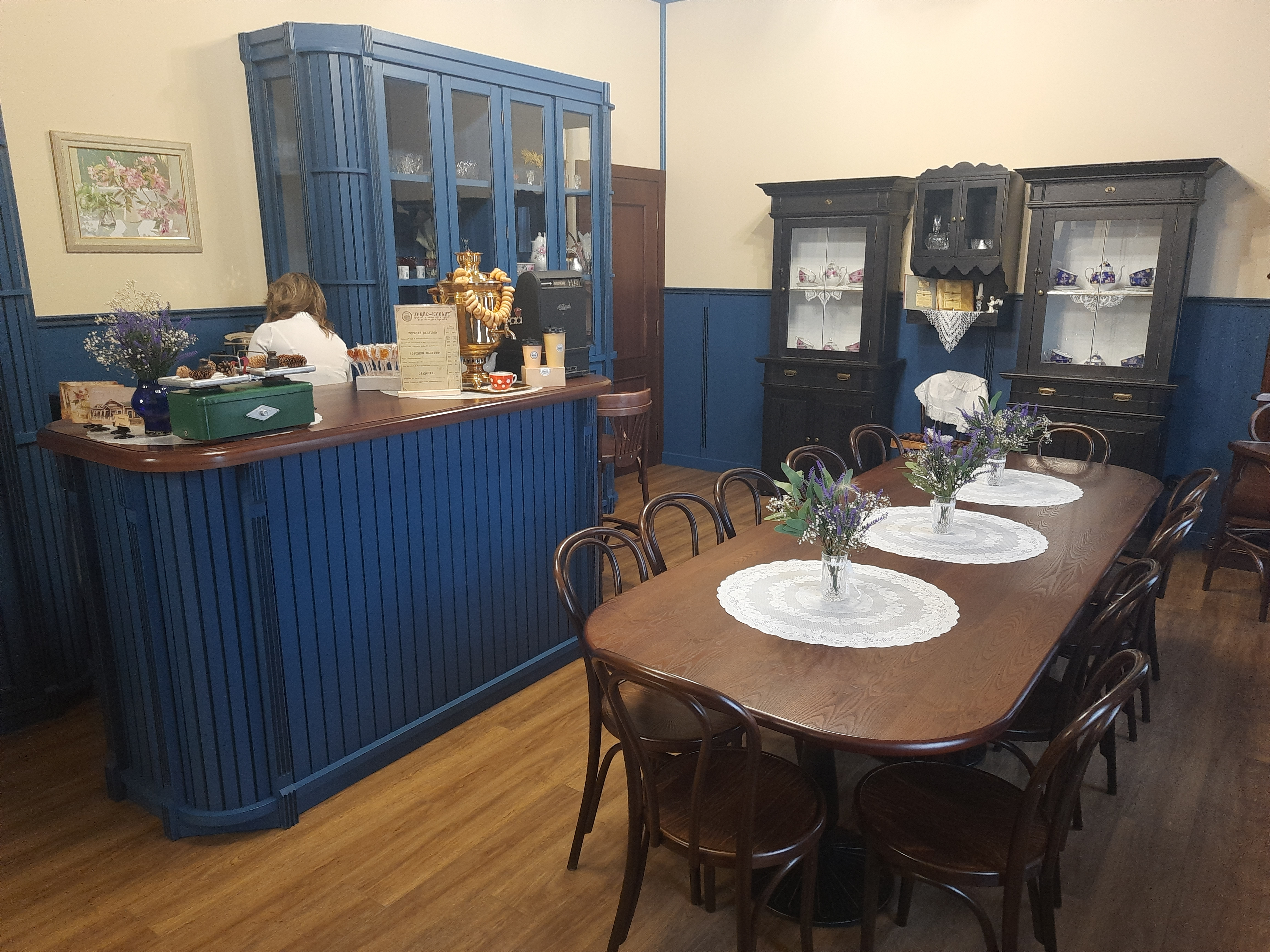
Интерьер ретро-вокзала
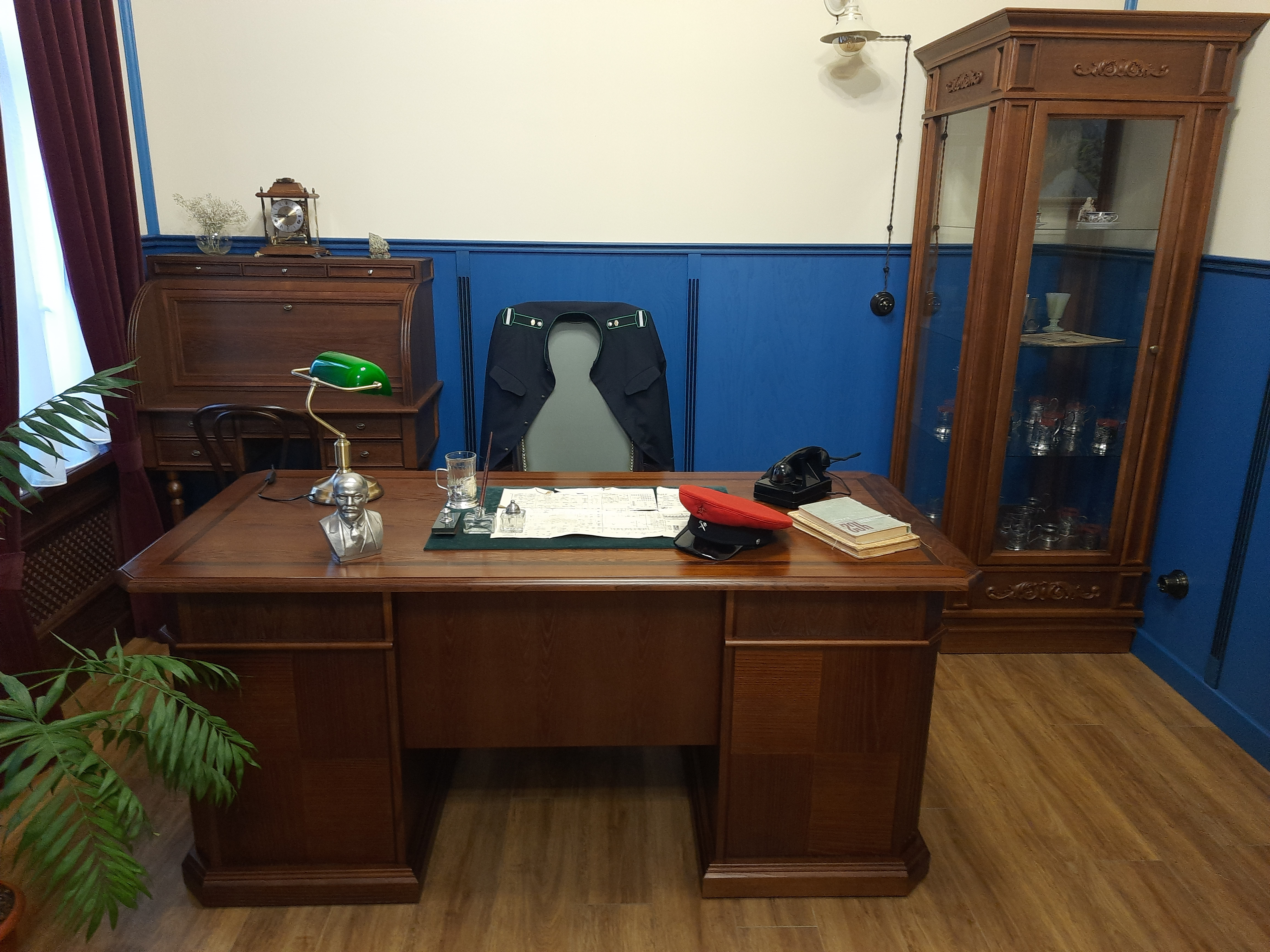
Воссозданный кабинет начальника вокзала